# Ногайбаев, Идрис Ногайбаевич
Идрис Ногайбаевич Ногайбаев (каз. Ыдырыс Ноғайбаев; 1931—1989) — советский, казахский актёр театра и кино, педагог. Народный артист СССР (1982). Лауреат двух Государственный премий СССР (1974, 1980).

## Биография
Родился 15 мая 1931 года в станице Талгар (ныне город в Алматинской области Казахстана).
В 1954 году окончил Казахскую студию при ГИТИСе в Москве (ученик И. М. Раевского и Н. С. Плотникова).
С 1954 года — актёр Казахского театра драмы им. М. Ауэзова.
С труппой театра гастролировал в Казани, Уфе, Нукусе, Ташкенте, Ширазе (Иран) и Нанси (Франция).
С 1955 года снимался в кино.
С 1970 года занимался преподавательской работой в Алматинском театрально-художественном институте (ныне Казахская национальная академия искусств имени Т. К. Жургенова). Преподавал сценическое мастерство.
Член Союза кинематографистов Казахской ССР.
Член КПСС с 1970 года.
Умер 31 августа (на могильной плите — 1 сентября) 1989 года в Алма-Ате. Похоронен на Кенсайском кладбище.

### Семья
- Жена — Фарида Шарипова (1936—2010), актриса. Народная артистка СССР (1980)
  - Сын — Чингис Ногайбаев (р. 1965), художник[2] Екатерина Ногайбаева — дочь, сыновья: Фархат Мусабаев (Ногайбаев) (р. 1958) — известный канадский джазовый музыкант, Канат Мусабаев (Ногайбаев) (р. 1961) — музыкант.

## Награды и звания
- Народный артист СССР (1982)

- Государственная премия СССР (1980) — за исполнение роли Кемелова в многосерийном художественном фильме «Вкус хлеба» (1979)

- Государственная премия СССР (1974) — за исполнение роли Калена в спектакле «Кровь и пот» А. К. Нурпеисова, поставленного на сцене КазГАТД им. М. Ауэзова

- Диплом Всесоюзного фестиваля драматургии и театрального искусства в честь 50-летия СССР (1974)
- Народный артист Казахской ССР (1966)
- Орден «Знак Почёта» (3 января 1959) — за выдающиеся заслуги в развитии казахского искусства и литературы и в связи с декадой казахского искусства и литературы в гор. Москве
- Медали

## Творчество

### Роли в театре
- «Мещане» М. Горького — Тетерев
- «Укрощение строптивой» У. Шекспира — Петруччио
- «Ленин в 1918 году» А. Каплера — Горький
- «Егор Булычев и другие» М. Горького — Егор Булычев
- «Айман — Шолпан» М. Ауэзова — Басыбар
- «Кобланды» М. Ауэзова — Кобланды
- «Енлик — Кебек» М. Ауэзова — Есен
- «Козы Корпеш — Баян сулу» Г. Мусрепова — Карабай
- «Трагедия поэта» Г. Мусрепова — Балуан
- «Блудный сын» Э. Раннета — Март Туйск
- «На чужбине» К. Мухамеджанова — Курбан
- «Великий перевал» Х. Бекхожина — Абылай
- «Кровь и пот» по А. Нурпеисову — Кален
- «Абай» М. Ауэзова и Л. Соболева — Абай
- «Отелло» У. Шекспира — Отелло
- «Собака на сене» Л. де Веги — Теодоро
- «Пока арба не перевернулась» О. Иоселиани — Агабо
- «Дальше — тишина…» В. Дельмар — Барклей
- «Белый пароход» по Ч. Айтматову — Оразкул

### Фильмография
- 1955 — Это было в Шугле — Тельгара Темирбеков
- 1956 — Мы здесь живём — Куаныш Коркутов, директор треста совхозов
- 1956 — Беспокойная весна — Идрис
- 1957 — Ботагоз — Амантай, красный командир
- 1958 — Возвращение на землю — Идрис
- 1959 — Однажды ночью — Шофер
- 1959 — Дорога жизни — Оспан
- 1961 — Перевал — Данияр
- 1965 — Чинара на скале — Сагит Шенгелбаев
- 1965 — Первый учитель — Бай Нармагамбет
- 1965 — Мечта моя — Асанов
- 1966 — Тревожное утро — Тохтар Байтенов
- 1969 — Кыз-Жибек — Каргиша
- 1970 — Звезды не гаснут — Токтар
- 1971 — Муслима
- 1978 — Кровь и пот — Кален
- 1979 — Щит города — Председатель правительственной комиссии
- 1979 — Вкус хлеба — Кемелов, секретарь обкома партии
- 1980 — Гонцы спешат — Бугенбай
- 1983 — Её домбры был верен звук
- 1985 — Волны умирают на берегу
- 1986 — Крик
- 1989 — Нокдаун — Абаев

## Память
- Улица Магнитогорская в Московском районе Алматы переименована в улицу Идриса Ногайбаева[3].
- Средняя школа № 18, в селе Караой, Алматинской области носит имя Идриса Ногайбаева[4].